# Echter Quellgabelzahn
Der Echte Quellgabelzahn (Fissidens fontanus) ist eine unter Wasser lebende Laubmoos-Art aus der Familie Fissidentaceae.

## Beschreibung
Die Art wächst in lockeren Rasen und die bis zu 3 cm langen Stämmchen besitzen die für Fissidens-Arten typische farnwedelartige, zweizeilige Beblätterung. Die Blättchen können bis zu 5 mm lang werden.

## Standortansprüche und Verbreitung
Fissidens fontanus ist ein Wassermoos und wächst an ständig überschwemmten oder sehr nassen Stellen in großen Flüssen, Seen, Kanälen, Brunnen und an Wehranlagen.
Dabei werden unterschiedliche Substrate aus Stein, Holz oder Metall besiedelt. So findet man es häufig an Felsen, Blockpackungen, Mauern, Baumwurzeln, Holz- und Metallpfählen.
Es ist an den großen Flüssen Mitteldeutschlands bis südlich zur Donau und den Kanälen des Nordens verbreitet und stellenweise häufig. Die Art fehlt an kleinen Bächen und im Gebirge.
Einzelne Funde befinden sich an den Ufern von Bodensee und Chiemsee, wo es unter anderem die Holzplanken der Bootshäuser besiedelt.

## Gefährdung und Schutz
Entgegen den Angaben älterer Literatur haben die bekannten Fundstellen deutlich zugenommen. Lediglich die früheren Vorkommen in Brunnentrögen sind durch Sanierung fast restlos erloschen.
Die Art ist an Seen, großen Flüssen und Kanälen nicht besonders selten und toleriert auch stärkere Verschmutzung der Gewässer.
Da das Moos nur bei sehr niedrigen Wasserständen aufzufinden ist und die großen Flusssysteme immer häufiger langen Niedrigwasserperioden ausgesetzt sind, kann man wohl von einer potentiellen Unterkartierung der Art in der Vergangenheit ausgehen.
Fissidens fontanus ist in Deutschland aktuell nicht gefährdet.

## Kultivierung
Das Moos wird aufgrund seiner Attraktivität und der geringen Ansprüche als beliebte Aquarienpflanze kultiviert.

## Systematik
Die Art wurde in der Vergangenheit in eine eigene Gattung Octodiceras gestellt.